# George H. Bishop
George Holman Bishop (* 27. Juni 1889 in Durand, Wisconsin; † 11. Oktober 1973) war ein US-amerikanischer Neurophysiologe an der Washington University in St. Louis.

## Leben und Wirken
Bishop studierte ab 1908 an der University of Michigan zunächst Ingenieurwesen, erwarb aber 1912 einen Bachelor in Literatur. Er arbeitete zunächst als Lehrer an verschiedenen Berufsschulen und Highschools, studierte aber ab 1914 Zoologie. Nach seinem Militärdienst 1917/18 erwarb er 1919 einen Ph.D. und erhielt eine erste Anstellung an der Northwestern University.
1920 erhielt Bishop eine erste Professur (Assistant Professor) für Histologie an der University of Tennessee, 1921 eine für Physiologie an der medizinischen Fakultät der Washington University. Hier begann seine Zusammenarbeit mit den späteren Nobelpreisträgern Joseph Erlanger und Herbert S. Gasser zur Neurophysiologie und zur Elektroenzephalografie (EEG). Ab Ende der 1920er Jahre verfolgte Bishop eigene Forschungen, unter anderem zur Physiologie und Neurophysiologie des Sehens aber auch weiter zur Elektrophysiologie des Zentralnervensystems und zur Schmerzwahrnehmung. Er erhielt Professuren für angewandte Physiologie in der Augenheilkunde, später für Biophysik und zuletzt für Neurophysiologie.
Laut Datenbank Scopus, die Zitationen überwiegend erst aus der Zeit nach den 1970er Jahren erfasst, hat Bishop einen h-Index von 20 (Stand Dezember 2021).
Bishop war seit 1919 mit Ethel Ronzoni verheiratet, das Paar blieb kinderlos.

## Auszeichnungen (Auswahl)
- 1950 Fellow der American Association for the Advancement of Science
- 1959 Ehrendoktorat der Washington University in St. Louis
- 1967 Mitglied der National Academy of Sciences[2]